# 뜬미꾸리광이
뜬미꾸리광이(학명: Glyceria fluitans)는 벼목 벼과 미꾸리광이속에 속한 식물으로, 유럽·지중해·서아시아 등지가 원산이다. 강둑과 연못, 소택지와 같은 다습한 수원지의 물 근처에서 자란다. 1m까지 자라는 두꺼운 줄기에 좁은 잎이 달려 있는 형태를 하고 있다.